# Адам, Жюльетта
Жюльетта Адам, урождённая Ламбер (фр. Juliette Adam; 4 октября 1836 — 23 августа 1936) — французская писательница, хозяйка литературного салона.

## Биография
Родилась в семье врача. В 1852 году вышла замуж за доктора Мессина. После смерти первого мужа в 1868 году вышла замуж за Антуана Эдмона Адама (Antoine Edmond Adam, 1816—1877), префекта полиции и сенатора. Организовала салон, в котором собирались многие известные политические деятели и писатели республиканских взглядов. В 1879 году основала журнал Nouvelle Revue. Поддерживала политику реваншизма и ориентацию на союз с Россией, критиковала Бисмарка. Считается одной из соавторок серии книг, выходивших под псевдонимом «Count Paul Vassili» (Князь Павел Василий).

## Труды
- Idées antiproudhoniennes sur l’amour, la femme et le mariage (1858)
- Laide (1878)
- Grecque (1879)
- Païenne (1883)
- Генерал Скобелев. Воспоминания госпожи Адам (Жульетты Ламбер) — Санкт-Петербург: тип. В. С. Балашева, 1886. — 55 с., 1 л. портр.; 21 см.
- Mes angoisses et nos luttes (Париж, A. Lemerre, 1907)
- The Schemes of the Kaiser Архивная копия от 29 ноября 2006 на Wayback Machine (1918)